# Fudbalski klub Balkan
Il Fudbalski klub Balkan (in cirillico macedone ФК Балкан), conosciuto semplicemente come Balkan, era una squadra di calcio di Skopje, la capitale della Macedonia del Nord.

## Storia
La società venne fondata il 3 febbraio 1921.
Il momento migliore nella storia del club furono la fine degli '80 e l'inizio dei '90, quando vinse la Makedonska republička liga nel 1990, la 3. Savezna liga nel 1991, e poi disputò 7 stagioni nella 1. Makedonska liga (la prima divisione macedone) con due terzi posti nel 1993 e nel 1994.
Nel 2012, ormai caduto nella Makedonski Opštinski Ligi (la quarta divisione), il club si sciolse per motivi finanziari.
Acerrimo rivale era lo Sloga Jugomagnat, con cui condivideva lo stadio.

### Nomi
- 1921–1993: FK Balkan-Streda
- 1993–1994: FK Balkanstokomerc
- 1994–1995: FK Balkan-BISI
- dal 1995: FK Balkan 1921

### Cronistoria (1989–2000)
| Stagione | Campionato      | Campionato | Campionato | Campionato | Campionato | Campionato | Campionato | Campionato | Campionato | Campionato      | Coppa    |
| Stagione | Divisione       | G          | V          | N          | P          | GF         | GS         | Pti        | Pos        | Note            | Coppa    |
| -------- | --------------- | ---------- | ---------- | ---------- | ---------- | ---------- | ---------- | ---------- | ---------- | --------------- | -------- |
| 1989–90  | Makedonska liga |            |            |            |            |            |            |            | 1º         | Promosso        |          |
| 1990–91  | 3. liga Est     | 34         | 19         | 8          | 7          | 51         | 25         | 43         | 1º         | Promosso        |          |
| 1991–92  | 2. liga         | 36         | 9          | 8          | 19         | 23         | 57         | 20         | 19º        | Passa in 1. MFL |          |
| 1992–93  | 1. MFL          | 34         | 15         | 10         | 9          | 36         | 21         | 40         | 3º         |                 |          |
| 1993–94  | 1. MFL          | 30         | 14         | 9          | 7          | 47         | 32         | 37         | 3º         |                 |          |
| 1994–95  | 1. MFL          | 30         | 11         | 5          | 14         | 48         | 51         | 38         | 3º         |                 |          |
| 1995–96  | 1. MFL          | 28         | 9          | 7          | 12         | 31         | 39         | 34         | 8º         |                 | 2º turno |
| 1996–97  | 1. MFL          | 26         | 8          | 9          | 9          | 31         | 26         | 33         | 8º         |                 | 2º turno |
| 1997–98  | 1. MFL          | 25         | 8          | 7          | 10         | 20         | 21         | 31         | 8º         |                 | Quarti   |
| 1998–99  | 1. MFL          | 26         | 4          | 4          | 18         | 14         | 61         | 16         | 14º        | Retrocesso      | 2º turno |
| 1999–00  | 2. MFL Ovest    | 34         | 10         | 2          | 22         | 46         | 76         | 32         | 14º        | Retrocesso      | 1º turno |

## Palmarès

### Competizioni nazionali
- Makedonska republička liga: 1

1989-1990

## Stadio
Il FK Balkan disputava le partite interne allo Stadion Čair (il nome preso dal quartiere Čair), un impianto da 4500 posti. Lo stadio è attualmente utilizzato dallo Sloga Jugomagnat.